# بایراکلی
بایراکلی (به ترکی استانبولی: Bayraklı) یک منطقهٔ مسکونی در ترکیه است که در استان ازمیر واقع شده‌است. بایراکلی ۸۶ متر بالاتر از سطح دریا واقع شده‌است.